# 周世科
周世科（1536年—1594年），字仲登，又字彥濟，四川成都府內江縣人，明朝政治人物。

## 生平
嘉靖四十三年（1564年）甲子科四川鄉試第五十八名舉人，隆慶二年（1568年）戊辰科進士出身。三年授河南光山縣知縣，歷陞戶部郎中，遼東管粮，萬曆六年（1578年）二月以遼東大捷受赏。十四年任河南裕州知州，十五年（1587年）升任山西太原府知府。萬曆二十二年（1594年）五月升雲南按察司僉事，管水利屯田，未任卒。

## 家族
曾祖周輔臣，祖周宗元，父周瑤，母張氏（封孺人）。具慶下。兄世教；世鵬，弟世棟；世驤；世麟。子周永丰。